# Пулакешин II
Пулакешин II (*ಇಮ್ಮಡಿ ಪುಲಿಕೇಶಿ, д/н —642) — магараджагіраджа держави Чалук'я у 609–642 роках, фундатор могутньої імперії.

## Життєпис
Походив з династії Чалук'я. Син Кіртівармана I, магараджи. При народженні отримав ім'я Ерея. Після смерті батька 597 році владу перебрав його дядька Мангалеші. 609 року Пулакешин висунув свої претензії на владу, внаслідок чого спалахнула війна з Мангалешою. Зрештою Пулакешин переміг ворога у битві при Елапатту.
Втім деякий час Пулакешину довелося придушувати повстання прихильників Мангалеши. У вирішальній битві біля річки Бхіму святкував перемогу Пулакешин II. Вслід за цим він зміцнив військо, яке чітко стало поділятися на піхоту, кінноту, слоновий підрозділ. Водночас споруджено потужний флот. 615 року Пулакешин узяв титул магараджагіраджі.

До 620 року Пулакешин II підкорив узбережжя Конкану, держави Гангів, Алупів, остаточно приєднав землі Кадамбів. Вслід за цим рушив на північ, де здолав опір володарів Латі (Гуджарат) та Малви. Його флот зайняв Мальдівські острови. Після цього Пулакешин прийняв титул парамешвари (Володаря інших). Наступним крок (620—625 роки) було завоювання Кошали, Калінги (Орісса), розбив війська Вішнукундинів, володарів Венги. Землі останніх у 631 році він передав своєму братові Вішну-варвану, який в майбутньому став засновником династії Східних Чалук'їв. Слідом за цим рушив війська проти Паллавів. У битві при Пуллалурі завдав їм поразки, взяв в облогу столицю Качіпурам. Під час облоги Пулакешин II відкорив держави Пандья, Чола та Чера. Зрештою вимушений був відступити від столиці Паллавів, не захопивши її. 

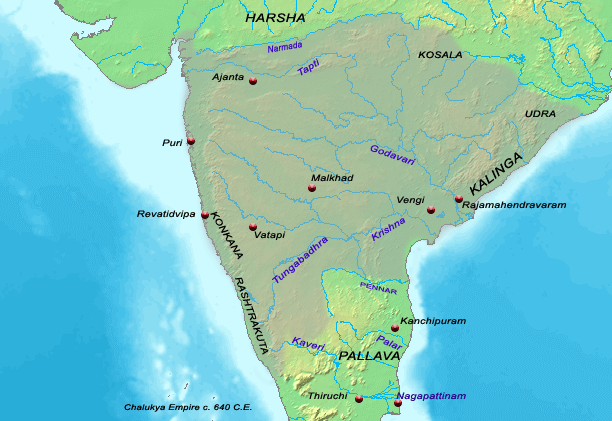
Держава Пулакешина II у 630 році

По поверненню до своєї столиці Ватапі Пулакешин деякий час займався внутрішніми справами. В цей же час встановлює дружні політичні та торговельні стосунки з державою Сасанідів, що забезпечило Чалук'я союз проти північних ворогів. У 625 році столицю Ватапі відвідало посольства шах-ін-шаха Хосрова II Парвиза.
Незабаром північні володіння Пулакешина II зазнали атаки з боки Харши. У вирішальній битві Пулакешина II з Харши на берегах річки Нармада володар Чалук'їв здобув блискучу перемогу. В результаті мирної угоди Нармада стала кордоном між державами Харши та Чалук'я. На честь цих успіхів Пулакешин II узяв собі титул дакшінапатхешвара (володар півдня).

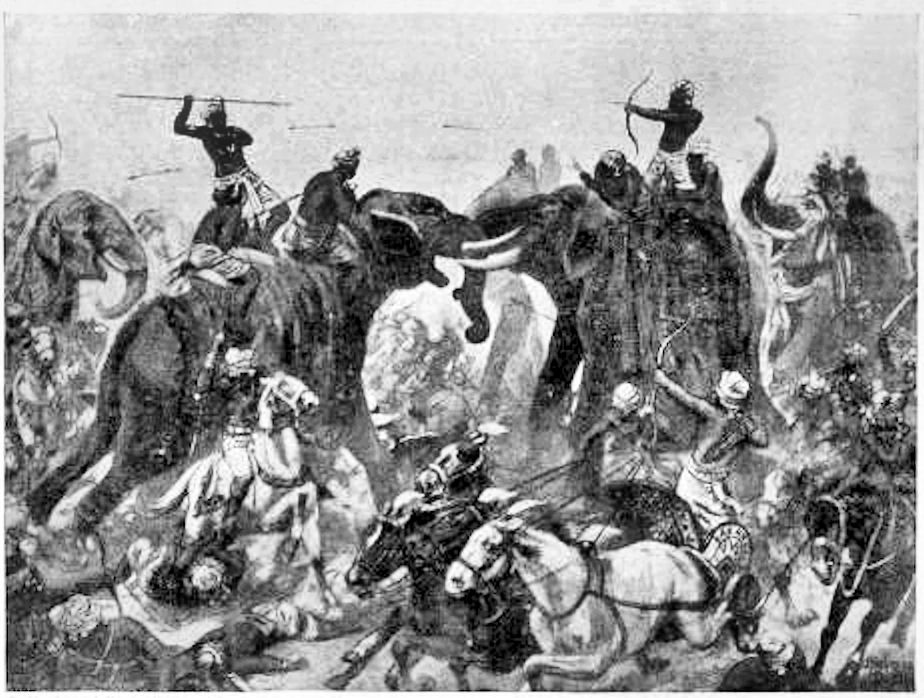
Поразка Пулакешина II

 У 640 році Пулакешин II вирішив остаточно здолати державу Паллавів, проте зазнав поразки від махараджи Нарасімха-вармана I. Вслід за цим ворог вдерся на території самих Чалук'їв. У 642 році у вирішальній битві біля Ватапі Пулакешина II булов щент розбито, а сам він загинув.

## Родина
- Адітья-варман, магарадахіраджа у 642—645 роках
- Чандрадітья, магарадахіраджа у 646—650 роках
- Вікрамадітья, володарював у 654—678 роках
- Джаясінха-варман, з 655 року володар Лати (Гуджарат).
- Амбера